# Гута (Злынковский район)
Гу́та — деревня в Злынковском районе Брянской области, в составе Вышковского городского поселения. 
 Расположена в 6 км к северо-востоку от Злынки, на реке Каменке при её впадении в Ипуть. 
 Население — 66 человек (2010).

## История
Основана в 1710-х гг. как владение Жоравок (казачьего населения не имела). Двойное название получила по соседней деревне Муравинке. До 1781 года входила в Топальскую сотню Стародубского полка; затем в Новоместском, Новозыбковском (с 1809) уезде (с 1861 года — в составе Людковской волости, с 1923 в Злынковской волости).
В 1929—1939 гг. — в Новозыбковском районе, затем в Злынковском, при временном упразднении которого (1959—1989) — вновь в Новозыбковском. 
 До 1954 года являлась центром Гутомуравинского сельсовета; затем в Маловышковском сельсовете, Вышковском поссовете (с 1959), Деменском (с 1963), Большещербиничском (1989—2000) сельсоветах.

## Население
| Годы      | 1859 | 1897 | 1926 | 1979 | 1989 | 2002 | 2010 |
| --------- | ---- | ---- | ---- | ---- | ---- | ---- | ---- |
| Население | 117  | 232  | 385  | 207  | 169  | 79   | 66   |

| 2010 | 2013 |
| ---- | ---- |
| 69   | ↘61  |